# Медицинский детектив
Медицинский детектив (Medical Detectives, или Forensic Files) — американский документальный телесериал, выходивший в 1996—2011 годах.
Каждая серия — одно преступление (убийство, ограбление, изнасилование и т. д.). Расследованием занимаются криминалисты — они применяют самые современные способы расследования преступлений. В конце программы подробная реконструкция преступления и мера наказания, которая была применена к преступнику.
В России показывались не все серии сериала. Трансляция производилась на телеканале Rambler в 23:30.